# ميدان النهضة
ميدان النهضة أحد ميادين مدينة الجيزة على الضفة المقابلة لنهر النيل من العاصمة المصرية القاهرة. سمي لوجود تمثال نهضة مصر به. ومن المعالم المحيطة به جامعة القاهرة وحديقة الأورمان. في شهر نوفمبر 2018 جرى تغيير اسم الميدان إلى «ميدان ساطع النعماني» والذي أصيب أثناء تنفيذ عملية فض اعتصام مؤيدي الرئيس المصري محمد مرسي، وتوفي في وقت لاحق أثناء رحلة العلاج.

## الموقع
يقع مباشرة أمام الباب الرئيسي لجامعة القاهرة. وهناك ثلاثة مداخل مؤدية إليه وهي مدخل الدقي بين السرايات، ومدخل كوبري الجامعة، ومدخل الجزيرة.

## أهميته
بعد عزل الرئيس المنتخب محمد مرسي يوم 3 يوليو 2013، اتخذ الميدان شهرة واسعه وذلك لاعتصام مناهضي الانقلاب العسكري فيه بجانب الاعتصام في ميدان رابعة العدوية، حيث احتشدت به قوى سياسية من مختلف التيارات - مثلا أنصار حازم صلاح أبو إسماعيل - أثناء حكم محمد مرسي لجمهورية مصر العربية.
وعقب انقلاب 3 يوليو 2013 في مصر بات يعتبر الأخ الأصغر لميدان رابعة العدوية. حيث يحتشد فيه مؤيدو مرسي بأعداد أقل بكثير من ميدان رابعة باعتباره الأقل في المساحة، بينما ميدان رابعة أكبر مساحة بسبب تلك الشوارع الرئيسية المتفرعة منه مثل شارع الطيران، والتي تستوعب الآلاف من المعتصمين. لكن ميدان النهضة لا يستوعب الكثير، بالإضافة إلى أن الشعور بالخطر فيه أكثر من رابعة لاعتبارات عديدة أولها وأهمها هو التعتيم الإعلامي.